# Jozef Schils
Jozef Schils   (Kersbeek-Miskom, 4 de setembre de 1931 - Asse, 3 de març de 2007) va ser un ciclista belga, que fou professional entre 1951 i 1965. Durant la seva carrera professional aconseguí un total de 108 victòries, sent les més destacades la París-Tours, la Nokere Koerse, dues edicions del Gran Premi Stad Zottegem i una del Gran Premi d'Isbergues. També fou campió de Bèlgica de ciclisme en ruta el 1952.

## Palmarès
- 1950
  - Vencedor d'una etapa a la Volta a Bèlgica amateur
  - Vencedor d'una etapa a la Volta a Limburg amateur
- 1952
  -  Campió de Bèlgica en ruta
  - Vencedor d'una etapa del Tour de Romandia
- 1953
  - 1r a la París-Tours
  - 1r a la Nationale Sluitingsprijs
- 1954
  - 1r a De Drie Zustersteden
- 1955
  - 1r a la Nokere Koerse
- 1956
  - 1r a la Copa Sels
  - 1r a la Brussel·les-Ingooigem
- 1958
  - Vencedor d'una etapa de la Volta als Països Baixos
- 1959
  - Vencedor de 2 etapes de la Volta a Llevant
- 1960
  - 1r al Gran Premi d'Isbergues
  - 1r al Gran Premi Stad Zottegem
  - 1r a la Fletxa de Haspengouw
  - Vencedor de 2 etapes de la Volta a Bèlgica
- 1962
  - 1r al Gran Premi Stad Zottegem
  - 1r a la Fletxa de Haspengouw[2]

### Resultats al Giro d'Itàlia
- 1952. Abandona (2a etapa)
- 1955. Abandona (2a etapa)
- 1959. Abandona[2]